# Plaza Los Decididos de Tucumán
La Plaza de los Decididos de Tucumán (anteriormente conocida como Plaza Rivadavia) es una plaza ubicada en la ciudad de San Miguel de Tucumán, Provincia de Tucumán, Argentina. Se encuentra entre las calles Ayacucho, Chacabuco, Bolívar y pasaje Hungría en Barrio Sur frente al Hospital de Niños. 

## Historia
Originalmente el sitio de la actual Plaza de los Decididos de Tucumán era ocupado por la Plaza Bernardino Rivadavia. Este espacio público fue inaugurado durante los años 1930, cuando fue colocado un busto en honor al expresidente homónimo.
Este monumento de bronce, obra del escultor Juan Carlos Iramain, fue cubierto de alquitrán en 1955 pero a la postre fue renovado. En 2014 el busto de Rivadavia fue retirado de su ubicación.
En el año 2012, la plaza fue renombrada como Plaza Los Decididos de Tucumán, en honor a los soldados que lucharon en la Batalla de Tucumán. En 2013 comenzaron las obras para remodelar y renovar este espacio público, siendo inaugurado el 23 de septiembre de 2014 por el intendente Domingo Amaya, los legisladores provinciales Beatriz Ávila y Alfredo Toscano y el secretario de gobierno municipal Germán Alfaro.
Luego de la remodelación, la plaza posee un monumento en homenaje a la Batalla de Tucumán junto a cinco placas alusivas al combate, además de nueva caminería, sectores de juegos infantiles y renovándose la calesita, el mobiliario urbano y el alumbrado. También, se construyó un túnel de agua con espectáculos de luces de colores en el centro de este espacio público. El 25 de enero de 2017 se inauguró una placa de metal en honor al fotógrafo José Luis Cabezas al cumplirse 20 años de su asesinato.